# Ржевуский, Станислав Матеуш
Станисла́в Мате́уш Ржеву́ский (пол. Stanisław Mateusz Rzewuski, 1662 — 4 ноября 1728; Львов) — польский государственный и военный деятель из рода Ржевуских, полковник королевский (1690), кравчий великий коронный (1702), референдарий великий коронный (1703), гетман польный коронный (1706—1726) и гетман великий коронный (1726—1728), воевода белзский (1726—1728) и подляшский (1726—1728). Староста хелмский, дроговиский, клодавский, новосельский и любомский.

## Биография
Родился в 1662 году, сын подвоеводы львовского и надворного подскарбия коронного Михала Флориана Ржевуского (ум. 1687) и Анны Дзержковны.
С 1690 года — полковник королевский. В 1686 и 1691 годах участвовал в двух походах польской армии на Молдавское княжество. В 1693 году во главе польского посольства ездил в Крымское ханство. В том же году отправился с посольством Турцию. В 1698 году участвовал в военной кампании против крымских татар. В 1702 году был назначен кравчим великим коронным.
В 1703 году польский король Август Сильный назначил Станислава Матеуша рефендарем великим коронным. В 1703 году, будучи региментарием коронных войск, участвовал в подавлении казацкого восстания под руководством Семёна Палия на Правобережной Украине. В 1705 году принял участие в битве под Варшавой. В следующем 1706 году Станислав Матеуш Ржевуский был назначен гетманом польным коронным и командовал частью польских войск в битве под Калишем. После ограничения гетманских полномочий на сейме 1717 года перешел в оппозицию к Августу Сильному.
В 1720 году Станислав Ржевуский вместе с окружающими селами покупает у Константина, сына польского короля Яна ІІІ Собеского Подгорецкий замок.
В 1726 году после смерти Адама Николая Сенявского Станислав Матеуш Ржевуский был назначен гетманом великим коронным и воеводой подляшским. Награждён орденом Белого Орла.
Умер в Львове 4 ноября 1728 года.

## Семья
Станислав Матеуш Ржевуский был дважды женат. В 1690 году первым браком женился на Доротее Цетнер, а в 1694 году вторично женился на Людвике Куницкой (ок. 1670—1749). Дети:
- Северин Юзеф (?—1754) — воевода волынский.
- Вацлав Петр (1705/1706 — 1779) — польный гетман коронный и воевода краковский.
- Марианна, жена с 1712 г. Станислава Потоцкого (ум. 1732).
- Сабина, жена Михала Ледоховского.
- Анна (ум. 1730).